# Tiroler Rauminformationssystem
Das Tiroler Rauminformationssystem (TIRIS) ist das Geoinformationssystem des Landes Tirol. In den Verwaltungsbereichen werden Geodaten über raumbezogene Sachverhalte im TIRIS Datenpool systematisch gespeichert. Daraus entstehen Geoinformationen wie tirisMaps und Geodatendienste für die amtliche und öffentliche Nutzung im Internet.
Die Geodateninfrastruktur des TIRIS ist dabei mit der 2010 von den Bundesländern Österreichs umgesetzten EU-Richtlinie INSPIRE (Infrastructure for Spatial Information in the European Community) konform.

## Geschichte

### Anfänge (1991–1996)
- Im Frühjahr 1991 begann der Aufbau mit der Einrichtung der tiris -Station Raumordnung, später auch tiris–Zentrale genannt.[3] Diese startete in diesem Jahr mit fünf Mitarbeitern mit der Digitalisierung kartografischer Verwaltungsinhalte.[4] In allen anderen, direkt raumbezogen arbeitenden Verwaltungseinheiten der Landesverwaltung, sollten weitere solcher mit GIS Know-how ausgestatteter Einrichtungen entstehen.[3]
- 1993 begann die Einrichtung und Zusammenarbeit von tiris-Stationen in weiteren Verwaltungsbereichen des Landes.
- 1996 initiierte TIRIS den vertraglich gesicherten Datenaustausch von plangenauen Geodaten mit allen Tiroler Gemeinden.[4]

### Verbreitung im Internet (1998–2003)
- 1998 ermöglichten die ersten tiris-Kartendienste im Internet den Zugang zu öffentlichen Geoinformationen.
- 2003 beauftragte die LAD-Konferenz die konkrete Zusammenarbeit der Länder in geoland.at.[4]

### Expansion und Datenaufbereitung (2005–2008)
- 2005 begann die integrierte Nutzung von tiris-Daten in speziellen EDV-Fachanwendungen der Landesverwaltung.
- 2007 erfolgten mit dem Tiroler Informationsweiterverwendungsgesetz erste Schritte zur Bereitstellung und Nutzung von Geodaten.
- 2008 wurde mit tirisMaps ein Geoportal mit integrativen Zugang auf alle Geoinformationen im tiris-Datenpool installiert.[4]

### Gegenwart (seit 2010)
- 2010 löste das Tiroler Geodateninfrastrukturgesetz den Start der INSPIRE-Umsetzung aus.
- 2012 startete die Einrichtung einer Geodateninfrastruktur mit den Tourismusorganisationen und der Standortagentur Tirol.
- 2013 wurde das Konzept der Zusammenarbeit und Organisation von tiris aktualisiert und erneuert.
- 2014 erweiterte TIRIS sein Angebot an frei verfügbaren Open-Government-Daten wesentlich.[4]

## Anwendungsgebiete
TIRIS-Anwendungen bieten Zugang zu spezifisch aufbereiteten Geoinformationen. Darunter fallen unter anderem die
- örtlichen Einsatzinformationen (OEI), welche Wasserentnahmestellen und Gefahrenhinweise für den Einsatz der Feuerwehren beinhalten[6]
- räumlich hochaufgelösten Solarpotenzialkarten, für die Ermittlung des Solarpotenzials auf Gebäudeebene und die für die Nutzung optimale Technologie[7]
- diverse Karten wie Mountainbikekarten, Routentracks für ein Navigationssystem, Routentracks für die Ansicht in Google Earth, Karten-Overlays zur Routenübersicht für digitale Karten
- statistischen Daten und kartografische Darstellungen der Tiroler Bezirke, Planungsverbände und Regionalmanagementvereine
- räumlichen Informationen zur Tiroler Gesundheitsstatistik und über Standorte von Gesundheitseinrichtungen
- Kulturgüter nach Epochen und Künstlern aus dem Tiroler Kunstkataster